# Stanley Fort

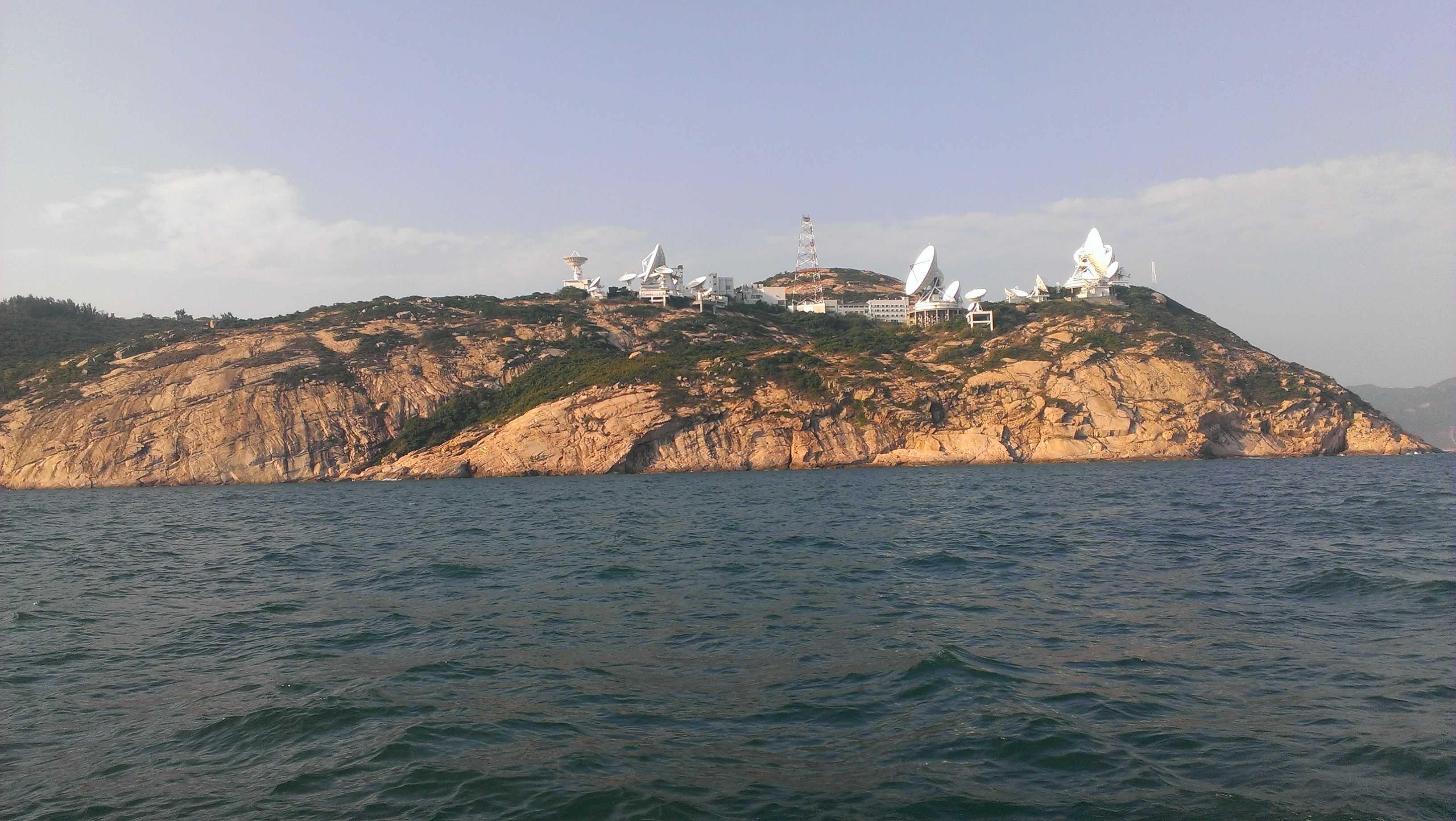
Stanley Earth Station

Stanley Fort (chinesisch 赤柱炮台, Pinyin chìzhù pàotái, Yale: Cek3 cyu5 paau3 toi4) ist eine militärische Befestigungsanlage an der Südküste von Hong Kong Island. Das Fort wurde ursprünglich als Stützpunkt der British Armed Forces errichtet, ist mittlerweile jedoch im Besitz der Hong Kong-Garnison der chinesischen People’s Liberation Army Ground Force. Es diente auch als Standort für das Kai Chi Children’s Centre und das Aberdeen Rehabilitation Centre.

## Lage
Das Fort umfasst eine Fläche von 128 ha. Es liegt auf der Südspitze der Stanley-Halbinsel zwischen Stanley Bay (赤柱灣, W) und Tai Tam Bay (大潭灣, O). Von der Engstelle beim Stanley Prison (赤柱監獄) mit der Tung Tau Correctional Institution (東頭懲教所) im Norden steigt zunächst der Hügel Che Pau Teng (斜炮頂, N) auf 177 m an. Von dort fällt das Gelände wieder ab zur Südküste mit den Kaps Bluff Head (黃蔴角, W) und Tai Tam Tau (大潭頭, O), wo die Hong Kong Satellite Earth Station (香港衛星地面站) aufgestellt ist. Die Wong Ma Kok Road bildet die Zugangsstraße.
Vor der Ostküste liegt das winzige Felseneiland Lo Chau (羅洲, O).

## Geschichte
Stanley Fort wurde 1841 auf der Stanley-Halbinsel auf der Südseite von Hong Kong Island errichtet. Ursprünglich verfügte es über Mannschaftsbaracken und Offizierswohnungen. Küsten-Artillerie-Stellungen dienten zum Schutz von Victoria Harbour. Während der Schlacht um Hongkong im Dezember 1941 war das Fort der Austragungsort eines letzten Gefechts der Britischen und kanadischen Truppen gegen die eindringenden Japaner. Die Überlebenden waren die ersten Truppen des Commonwealth, die sich der 38. Division der japanischen Truppen ergaben. Die gefallenen Soldaten wurden im nahegelegenen Stanley Military Cemetery beigesetzt.
In der Folge diente das Fort als Internment Camp (Internierungslager) für den Rest des Zweiten Weltkriegs. Ende der 1940er wurde Stanley Fort wieder für seine ursprüngliche Funktion als Kaserne der British Army hergerichtet. Anfang der 1950er war das Fort die Stellung des 27th Heavy Anti-aircraft Regiment und einer kleinen Werkstatt der Royal Electrical and Mechanical Engineers. Das Fort verfügte über drei-stöckige Kasernengebäude, ein zwei-stöckiges Navy, Army and Air Force Institute (NAAFI), medizinische Einrichtungen und ein Company-Headquarters-Gebäude. Es gab auch einen Parade Ground (Exerzierplatz) und einen Fuhrpark. 1997 wurde im Zuge des Transfer of sovereignty over Hong Kong die Kontrolle an die Chinesische Armee übergeben.
Das Stanley Battery Gun Emplacement am Stanley Fort wird in der Liste Grade I historic buildings geführt und steht somit unter dem Schutz der Antiquities and Monuments Ordinance.